# Зейгарник, Юрий Альбертович
Юрий Альбертович Зейгарник (1933—2024) — советский и российский учёный, специалист в области теплофизики и энергетики, доктор технических наук. Заслуженный энергетик Российской Федерации.

## Биография
Юрий Альбертович Зейгарник родился в 1933 году в Москве. В 1950 году поступил в Московский энергетический институт, по окончании которого в 1956 году несколько лет работал в ОРГРЭС (трест). В 1961 году устроился работать в Институт высоких температур АН СССР (позже — Объединённый институт высоких температур РАН), с которым связал всю свою дальнейшую трудовую деятельность. В ОИВТ РАН прошел путь от младшего научного сотрудника до заведующего отделом теплообмена.
Скончался в 2024 году.

## Научная деятельность
Первая научная работа Ю. А. Зейгарника была посвящена исследованию теплообмена при кипении щелочных металлов в трубах в условиях вынужденного течения. Им впервые были изучены особенности вскипания натрия в этих условиях и разработаны оригинальные методы стабилизации самого процесса кипения. По результатам работы была защищена кандидатская диссертация и опубликована монография «Кипение щелочных металлов в каналах» (в соавторстве с В. Д. Литвиновым).
Огромная работа Ю. А. Зейгарником была проведена как одним из руководителей межведомственной комиссии по обобщению и систематизации имеющегося в СССР и за рубежом обширного экспериментального материала по кризису теплообмена при кипении воды в парогенерирующих каналах. Результаты этой работы в виде табличных значений, были представлены в «Рекомендациях по расчету кризиса теплоотдачи при кипении воды в круглых трубах», опубликованных в 1980 г. Эта работа, имеющая исключительно важное значение для тепловой и ядерной энергетики, получила широкое международное признание и не потеряла актуальности до сегодняшних дней.
В 1990 г. защитил докторскую диссертацию по направлению разработки научных основ теплового расчета систем охлаждения зеркал технологических лазеров специального и промышленного назначения.
Большой вклад Ю. А. Зейгарник внес в развитие исследований по проблеме создания контактных парогазовых установок (ПГУ-К) нового поколения с впрыском пара в камеру сгорания, обладающих высокой экономичностью. Являлся одним из авторов разработанного в ОИВТ РАН «Целевого видения стратегии развития энергетики РФ до 2030 года».
Ю. А. Зейгарник был инициатором создания нового для ОИВТ РАН направления, связанного с обеспечением безопасности при тяжелых авариях атомных реакторов и изучением механизма возникновения парового взрыва. По результатам многолетних работ под его руководством по исследованию кипения недогретой жидкости в условиях экстремально высоких плотностей тепловых потоков была предложена модифицированная феноменологическая модель процесса.
Являлся автором и соавтором более 250 научных публикаций, включая статьи в высокорейтинговых зарубежных журналах и монографии. На протяжении многих десятков лет был членом редакционной коллегии журнала «Теплоэнергетика», членом Национального комитета по тепломассообмену и активным участником всероссийских и международных научных конференций.

## Семья
Мать — Зейгарник Блюма Вульфовна — советский психолог, основатель советской патопсихологии.

## Награды и звания
- Заслуженный энергетик Российской Федерации

## Публикации
- Список публикаций можно найти на Math-Net.Ru